# TT382
| F12 | s | Y5 · N35 · V13 |

| F12 | s | Y5 · N35 · V13 |

TT382 (Theban Tomb 382) è la sigla che identifica una delle Tombe dei Nobili ubicate nell'area della cosiddetta Necropoli Tebana, sulla sponda occidentale del Nilo dinanzi alla città di Luxor, in Egitto. Destinata a sepolture di nobili e funzionari connessi alle case regnanti, specie del Nuovo Regno, l'area venne sfruttata, come necropoli, fin dall'Antico Regno e, successivamente, sino al periodo Saitico (con la XXVI dinastia) e Tolemaico.

## Titolare
TT382 era la tomba di:
| Titolare  | Titolo                                                                       | Necropoli    | Dinastia/Periodo | Note |
| --------- | ---------------------------------------------------------------------------- | ------------ | ---------------- | ---- |
| Usermontu | Sovrintendente al bestiame; Sovrintendente al tesoro; Primo Profeta di Montu | Qurnet Murai | XIX -XX dinastia |      |

## Biografia
È noto il nome della moglie Tiy, Sovrintendente dell'harem di Montu.

## La tomba
È noto che nella TT382 siano presenti dipinti rappresentanti brani del Libro delle Porte, nonché una scena del defunto e della moglie in adorazione di divinità site sotto un padiglione. Un fregio di sciacalli circonda la cappella, mentre la camera funeraria contiene il sarcofago in granito nero del defunto; a sua volta tale sarcofago ne conteneva un secondo in granito rosa (oggi nella collezione del Metropolitan Museum, cat. 17.190.2042a–c).

### Annotazioni
1. ↑  La planimetria qui riportata non è in scala ed ha valore esclusivamente di visione d'insieme; l'ubicazione delle singole sepolture non è topograficamente esatta, ma vuole visualizzare la concentrazione delle tombe, nonché il "disordine" con cui le stesse sono state classificate.
2. ↑  La prima numerazione delle tombe, dalla numero 1 alla 252, risale al 1913 con l'edizione del "Topographical Catalogue of the Private Tombs of Thebes" di Alan Gardiner e Arthur Weigall. Le tombe erano numerate in ordine di scoperta e non geografico; ugualmente in ordine cronologico di scoperta sono le tombe dalla 253 in poi.
3. ↑  I campi della Duat, ovvero l'aldilà egizio, si trovavano, secondo le credenze, proprio sulla riva occidentale del grande fiume.
4. ↑  Nella sua epoca di utilizzo, l'area era nota come "Quella di fronte al suo Signore" (con riferimento alla riva orientale, dove si trovavano le strutture dei Palazzi di residenza dei re e i templi dei principali dei) o, più semplicemente, "Occidente di Tebe".
5. ↑  le Tombe dei Nobili, benché raggruppate in un'unica area, sono di fatto distribuite su più necropoli distinte.
6. ↑  Le note, sovente di inquadramento topografico della tomba, sono tratte, fino alla TT252, dal "Topographical Catalogue" di Gardiner e Weigall, ed. 1913 e fanno perciò riferimento alla situazione dell'epoca.

### Fonti
1. 1 2  Porter e Moss 1927,  p. 435.
2. ↑  Gardiner e Weigall 1913.
3. ↑  Donadoni 1999,  p. 115.
4. ↑  Porter e Moss 1927, p. 435.
5. ↑  Porter e Moss 1927,  pp. 435-436.